# Prionocidaris glandulosa
Prionocidaris glandulosa is een zee-egel uit de familie Cidaridae.
De wetenschappelijke naam van de soort werd in 1904 gepubliceerd door Johannes Cornelis Hendrik de Meijere.